# Xiphophorus birchmanni
Xiphophorus birchmanni es una especie de peces de la familia de los pecílidos en el orden de los ciprinodontiformes.

## Morfología
Tanto los machos como las hembras pueden alcanzar los 7 cm de longitud total.

## Distribución geográfica
Se encuentran en América: México.